# Ons Hémécht

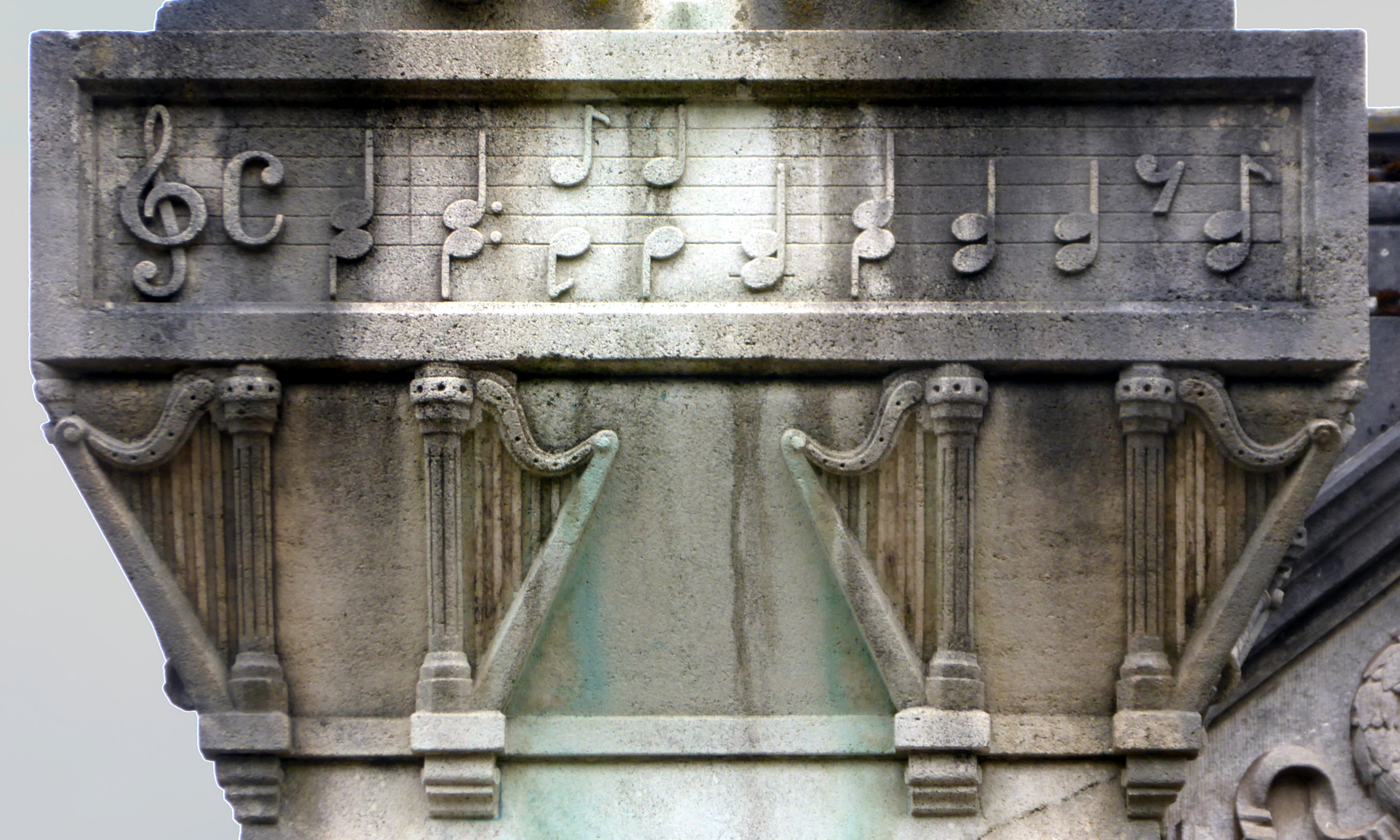
Luxemburgo, tumba de Jean-Antoine Zinnen con los dos primeros compases del himno Ons Heemecht compuesto por él.

Ons Hémécht (Nuestra Tierra) es el himno nacional de Luxemburgo.
Jean-Antoine Zinnen compuso la música y Michel Lentz es el autor de la letra. Fue adoptado como himno nacional en 1895.
En 2013, se emitió una moneda conmemorativa de 2 Euros con la partitura del himno.

## Letra
| Letra en luxemburgués                     | Traducción al español                                |
| ----------------------------------------- | ---------------------------------------------------- |
| (1)                                       | (1)                                                  |
| Wou d'Uelzécht durech d'Wisen zéit,       | Donde fluye el Alzette a través de los prados,       |
| Duurch d'Fielsen d'Sauer brécht,          | A través de los acantilados el Sauer se rompe,       |
| Wou d'Rief laanscht d'Musel dofteg bléit, | Donde las orillas del Mosela florecen fragantemente, |
| Den Himmel Wäin ons mécht:                | el cielo nos regala vino:                            |
| Dat as onst Land, fir dat mer géif        | Esta es la tierra por la que daríamos,               |
| Heinidden alles won,                      | en esta tierra daríamos cualquier cosa:              |
| 𝄆Ons Hemechtsland dat mir so déif         | 𝄆 Nuestra patria que llevamos,                       |
| An onsen Hierzer dron.𝄇                   | Tan profundamente en nuestros corazones. 𝄇           |
| (2)                                       | (2)                                                  |
| An sengem donkle Bëscherkranz,            | En su oscura corona de bosques,                      |
| Vum Fridde stëll bewaacht,                | custodiada aún por la paz,                           |
| Sou ouni Pronk an deire Glanz             | Sin esplendor ni costoso brillo,                     |
| Gemittlech léif et laacht;                | Ella sonríe acogedoramente y con amor.               |
| Säi Vollek frou sech soë kann,            | Su pueblo puede decirse a sí mismo con alegría,      |
| An 't si keng eidel Dreem:                | Y no son sueños vacíos:                              |
| Wéi wunnt et sech sou heemlech dran,      | 𝄆 Qué acogedor es vivir en ella,                     |
| Wéi as 't sou gutt doheem! 𝄇              | Qué bueno es estar en casa. 𝄇                        |
| (3)                                       | (3)                                                  |
| Gesank, Gesank vu Bierg an Dall           | Canta, canta, desde el monte y el valle,             |
| Der Äärd, déi äis gedron;                 | La tierra que dio a luz,                             |
| D'Léift huet en treie Widderhall          | El amor ha sonado un eco leal,                       |
| A jidder Broscht gedon;                   | En todos y cada uno de los pechos.                   |
| Fir, d'Hemecht ass keng Weis ze schéin;   | Para ella, ninguna canción es demasiado augusta,     |
| All Wuert, dat vun er klénkt,             | Cada palabra que suena de ella,                      |
| Gräift äis an d' Séil wéi Himmelstéin     | 𝄆 Nuestra alma se mueve como sonidos celestiales,    |
| An d'A wéi Feier blénkt                   | Y el ojo como el fuego brilla. 𝄇                     |
| (4)                                       | (4)                                                  |
| O Du do uewen, deem séng Hand             | Oh Tú arriba, cuya mano                              |
| Duurch d'Welt d'Natioune leet,            | Por el mundo yacen las naciones,                     |
| Behitt du d'Lëtzebuerger Land             | ¿Conservas el país de Luxemburgo?                    |
| Vum frieme Joch a Leed;                   | De yugo extranjero y sufrimiento;                    |
| Du hues ons all als Kanner schon          | Ya nos tuviste a todos de niños                      |
| De fräie Geescht jo ginn,                 | El espíritu libre sí,                                |
| 𝄆Looss viru blénken d'Fräiheetssonn,      | 𝄆Que brille el sol de la libertad,                   |
| Déi mir so laang gesinn! 𝄇                | Los que hemos visto durante tanto tiempo! 𝄇          |